# Kabanka
Kabanka – część wsi Korczyna w Polsce, położona w województwie małopolskim, w powiecie gorlickim, w gminie Biecz. Wchodzi w skład sołectwa Korczyna.
W latach 1975–1998 Kabanka administracyjnie należała do województwa krośnieńskiego.